# Viola József (orvos)
Viola József (Marosvásárhely, 1770. március 15. – Moldva, 1849.) orvos, a moldvai fejedelem főorvosa, a Magyar Tudós Társaság levelező tagja (1838).

## Élete
Tanulmányait szülővárosában, Pesten és Bécsben végezte. 1787-ben II. József parancsára 32 társával együtt Temesvárra ment a törökök ellen küzdő Laudon hadvezér táborába, ahol Belgrád bevétele után ezredorvossá nevezték ki. A koalíciós háborúk alatt Olaszországban működött, majd 1801-ben Erdélybe, 1806-ban Bukovinába helyezték át. 1808-ban VIII. János moldvai fejedelem az összes moldvai kórházak főkormányzójává nevezte ki és e minőségében 1808-tól 1834-ig tanúsított rendkívüli buzgalmáért Ausztria, valamint Török- és Oroszország részéről számos kitüntetésben részesült. 1834-ben Konstantinápolyba kísérte fejedelmét és beutazta vele a Török Birodalom egy részét. Hosszú orvosi gyakorlata alatt annyira meggazdagodott, hogy több faluja is volt Moldvaországban; magyar hazájáról mindvégig melegen emlékezett meg. A Magyar Tudományos Akadémia 1838. szeptember 7-én levelező tagjának választotta. Az Akadémia alaptőkéjét küldeménnyel gazdagította.
Cikke a Tudománytárban (1840. VII. A moldvai magyar népköltés).

## Munkája
- Diaetetik für einen Regenten. Jassy, 1833. (Megjelent még azon évben román nyelven is).